# Semjon Michailowitsch Alexejew
Semjon Michailowitsch Alexejew (russisch Семён Михайлович Алексеев; * 1909; † 4. Februar 1993 in Moskau) war ein sowjetischer Flugzeugkonstrukteur.

## Leben
Alexejew erhielt seinen Abschluss 1937 und arbeitete zunächst bei Tupolew, wurde jedoch denunziert und verlor seine Stellung. Danach arbeitete er im OKB Iljuschin, wechselte jedoch bald in das OKB von Lawotschkin, zu dessen Chefkonstrukteur er 1940 ernannt wurde. Während des Zweiten Weltkrieges nahm Alexejew an der Entwicklung der Jäger von Lawotschkin (La-5 und La-7) teil. Auch an Lawotschkins Strahlflugzeugkonstruktionen der Nachkriegszeit war er beteiligt, so an der La-15 von 1945/46.
Nach dem Krieg wurde er Chefkonstrukteur im OKB-21 und entwarf zwischen 1946 und 1948 die Versuchsjagdflugzeuge I-211, I-212 und I-215. Der Entwurf I-215 wurde für die Produktion akzeptiert, jedoch zugunsten der MiG-15 gestoppt. Alexejew fiel in politische Ungnade und sein Büro wurde im Herbst 1948 geschlossen.
Er wechselte anschließend in die OKBs 1 und 2, dessen Leiter er wurde. Diese Entwicklungsbüros bestanden aus deutschen Spezialisten, unter anderem Brunolf Baade, und konstruierten unter seiner Leitung den zweistrahligen Bomber 150 und testeten das an die deutsche DFS 346 angelehnte Samoljot 346. Nach Auflösung der beiden OKBs ging Alexejew 1954 zu Lawotschkin zurück, geriet aber wie sein Vorgesetzter Lawotschkin durch seine Weigerung, in die Partei einzutreten, wiederum in politische Schwierigkeiten.
Später wechselte er zum ZAGI. Von 1952 bis 1973 arbeitete er auf persönliche Empfehlung Chruschtschows im Bereich der allgemeinen Luft- und Raumfahrt und entwickelte so unterschiedliche Systeme wie eine Luftbetankung oder ein Rettungssystem für Raumfähren.
Er war Held der sozialistischen Arbeit und erhielt neben anderen staatlichen Auszeichnungen 1961 den Leninorden.

## Flugzeuge von Alexejew
- I-211/I-216 Langstrecken-Abfangjagdflugzeug/Abfangjäger-Projekt
- I-212/I-213/I-214 Abfangjagdflugzeug/leichter Bomber/Aufklärer
- I-215 Langstrecken-Abfangjagdflugzeug
- I-217 Kampfflugzeug mit Negativ-Pfeilflügel (Projekt)
- I-218 Kampfflugzeug mit Druckpropeller und Doppelrumpf (Projekt)
- 150 Frontbombenflugzeug